# Save Your Prayers
Save Your Prayers è il terzo album dei Waysted, uscito nel 1986 per l'etichetta discografica EMI Records.

## Tracce
1. Walls Fall Down (Chapman, Way) 4:42
2. Black & Blue (Chapman, Way) 4:23
3. Singing to the Night (Chapman, Way) 4:54
4. Hell Comes Home (Chapman, Way) 5:22
5. Hero's Die Young (Chapman, Way) 5:47
6. Heaven Tonight (Chapman, More, Way) 5:19
7. How the West Was Won (Chapman, Way) 4:58
8. Wild Night (Chapman, Way) 3:57
9. Out of Control (Chapman, Way) 4:48
10. So Long (Chapman, Way) 5:33

### Tracce aggiunte nella ristampa (2004)
1. Fire Under the Wheel (Chapman, Way) 3:24
2. Fortunate Son (Fogerty) 4:08 (Creedence Clearwater Revival Cover)

## Versione ristampa Bonus disc (2004)
1. Walls Fall Down (Chapman, Way) 4:42
2. Black & Blue (Chapman, Way) 4:23
3. Singing to the Night (Chapman, Way) 4:54
4. Hell Comes Home (Chapman, Way) 5:22
5. Hero's Die Young (Chapman, Way) 5:47
6. Heaven Tonight (Chapman, More, Way) 5:19
7. How the West Was Won (Chapman, Way) 4:58
8. Wild Night (Chapman, Way) 3:57
9. Out of Control (Chapman, Way) 4:48
10. So Long (Chapman, Way) 5:33
11. Fire Under the Wheel (Chapman, Way) 3:24
12. Fortunate Son (Fogerty) 4:08 (Creedence Clearwater Revival Cover)
13. Toy with Passion (Chapman, Way) 6:20 [live]
14. Won't Get out Alive (Chapman, Way) 4:49 [live]
15. Heaven Tonight [live] (Chapman, Way) 6:07 [live]
16. Singing to the Night (Chapman, Way) 5:09 [live]
17. Heroes Die Young (Chapman, Way) 7:33 [live]
18. Wild Night (Chapman, Way) 3:48 [live]
19. Paul Chapman Solo (Chapman, Way) 2:39 [live]
20. Walls Fall Down (Chapman, Way) 6:01 [live]
21. Peter Way Interview, October 2006 15:43 [live]

## Formazione
- Danny Vaughn - voce
- Paul Chapman - chitarra
- Pete Way - basso
- John Diteodoro - batteria